# 华中大学
华中大学（Huachung University/Central China University）是20世纪上半叶华中地区几个英美基督教差会联合创办的一所教会大学，是华中师范大学前身之一，现址为湖北中医学院。

## 历史
美國基督教聖公會於1871年（清同治十年）10月2日，在武昌曇華林創辦了武昌文華書院(Boone Memorial School)。
文华书院早期建筑中圣诞堂至今保存完好。20世纪初，又陆续建造了教学楼、文华公书林（图书馆，已拆除）、翟雅各健身所、多玛室、博约室、颜母室等建筑。
文華公書林為美國圖書館學家韋棣華(Mary Elizabeth Wood)女士於清光緒29年(1904)，在湖北武昌私立文華書院創辦的一所圖書館。清宣統2年(1910)對外開放。開始僅少數書報散置於文華東區之一小八角亭內，後建有館舍。該館不僅為文華中學，文華書院（1909年改名為文華大學）之學校圖書館，同時也對其他學校機關與個人服務，如辦理大學推廣教育、巡迴文庫、書報閱覽處、支館等，皆非限於學校圖書館者。又該館別有博物古物陳列室，藏有古物、礦物人文標本1,100餘種。經費來源主要是美國教會聖公會婦女俱樂部成員之捐款。
1909年（清宣統元年）改名文華大學(Boone University)。1920年，文華大學圖書科 (Boone Library School) 正式開辦，第一班學生共招收六人，由此開了中國現代圖書館學專業教育之先，訓練專門人材，備日後發展中國圖書館事業之所需。
1924年，文華大學，與博文書院、博學書院這兩所學校為大學部合併，組成華中大學(Central China University）。博文書院為英國循道會在1885年（清光緒十一年）在武昌所創辦的；博學書院為英國倫敦會於1899年（清光緒二十五年）在漢口所創辦的。
1927年5月華中大學因南京事件政治局勢影響暫時停辦，1929年，該圖書科獲教育部批準為獨立學府，更名為“私立武昌文華圖書館學專科學校”(簡稱 “文華圖專”，英文名稱仍舊為Boone Library School) ，沈祖榮出任校長，兼文華公書林主任及華中大學圖書館館長，成為國內第一所圖書館專門學校，為日後國家圖書館事業培養出許多人才。
1929年1月，美國聖公會、美國復初會、美國雅禮會、英國倫敦會、英國循道會五個教會的代表在武昌開會，達成為重建華中大學並做出最大努力的共識。美國復初會湖南嶽陽濱湖大學(1902-1926)和美國耶魯大學雅禮會湖南長沙雅禮大學（1906-1926）(College of Yale-in-China)正式併入。5月舉行會議，表決通過學校英文名為“Central China College”，並選舉韋卓民任校長。9月，華中大學重新開學。
1931年8月，國民政府教育部核准私立武昌華中大學(Wuchang Central China University)註冊立案。
抗日战争开始后，1938年7月起，全校师生携重要仪器、图书，举校迁往广西桂林，9月下旬开学，时有学生130名。又因日军频频空袭，1939年2月4日转而迁往云南，在大理喜洲的大慈寺借得三座祠堂、庙宇作为校舍，5月7日正式开学。
1946年4月17日，华中大学迁回武昌原校址。
1951年，朝鲜战争爆发后，中共政府接管了教会学校，改名為公立華中大學。
1952年，华中大学在武汉高等学校院系调整中被撤销，与其他高校合并组建华中高等师范学校（次年改称华中师范学院，今华中师范大学）。1958年，华中师范大学迁往武昌桂子山。

## 歷任校長
文華大學
1. 翟雅各[19](James Jackson),1903-1915
2. 孟良佐[20](Alfred Alonzo Gilman),1915-1924

華中大學
1. 孟良佐(Alfred Alonzo Gilman),1924-1929
2. 韋卓民，1929-1931

私立武昌華中大學
1. 韋卓民，1931-1951

公立華中大學
1. 潘梓年，1951.9-1952